# 異物氣道阻塞
異物氣道阻塞（foreign body airway obstruction，FBAO）俗称“呛到”（choking），是因吸入食物或其他物體造成呼吸道堵塞，影響空氣無法進入肺部，為危及性命的緊急醫療狀況，此種呼吸道的機械性堵塞將使人無法呼吸。呛咳是异物（刺激性气体、液固体）进入气管引起咳嗽的反射。
呛噎的定义则较为泛，含盖任何吞咽时发生误吸入气道或食团在消化道发生梗阻、停滞，所产生的呼吸不畅或窒息感。
異物氣道阻塞可能是部份堵塞（呼吸道仍有一部份可供空氣通過），也可能是完全堵塞（空氣無法進入肺部）。異物氣道阻塞會使肺部無法輸送氧氣到全身而形成窒息。雖然呼吸停止後，肺部及血液中的氧氣仍可維持生命幾分鐘，但此情形仍有致命的風險。2011年，美國意外死亡的死因中，異物氣道阻塞排名第四名。
根據美國國家安全署的定義，異物阻塞而死的狀況最常發生於稚齡
（未滿一歲的孩童）及年長者（超過 75 歲的成人）。，呼吸道阻塞可能發生在咽或氣管，可適應咽頭並改變形狀的食物（如香蕉、棉花糖或凝膠狀糖果），仍可能為任何年齡層的人帶來危險，不僅侷限於兒童而已。
異物堵塞是气道阻塞的其中一種，呼吸道阻塞包含氣導途徑發生的任何阻塞，連同因腫瘤、呼吸道組織腫脹及因勒緊造成的咽部、喉部或氣管壓縮。

## 外部連結
- 中的“異物氣道阻塞”